# (9447) Julesbordet
(9447) Julesbordet (1997 JJ18) – planetoida z pasa głównego asteroid okrążająca Słońce w ciągu 4,57 lat w średniej odległości 2,75 j.a. Odkryta 3 maja 1997 roku.